# 동서양 이분법

아시아 또는 " 극동 "으로 정의되는 "동부 세계 "를 강조 표시하는 세계지도. 동아시아, 남아시아 및 동남아시아 (각각 녹색, 주황색 및 파란색)의 세 가지 중복 된 문화 영역으로 구성된다.

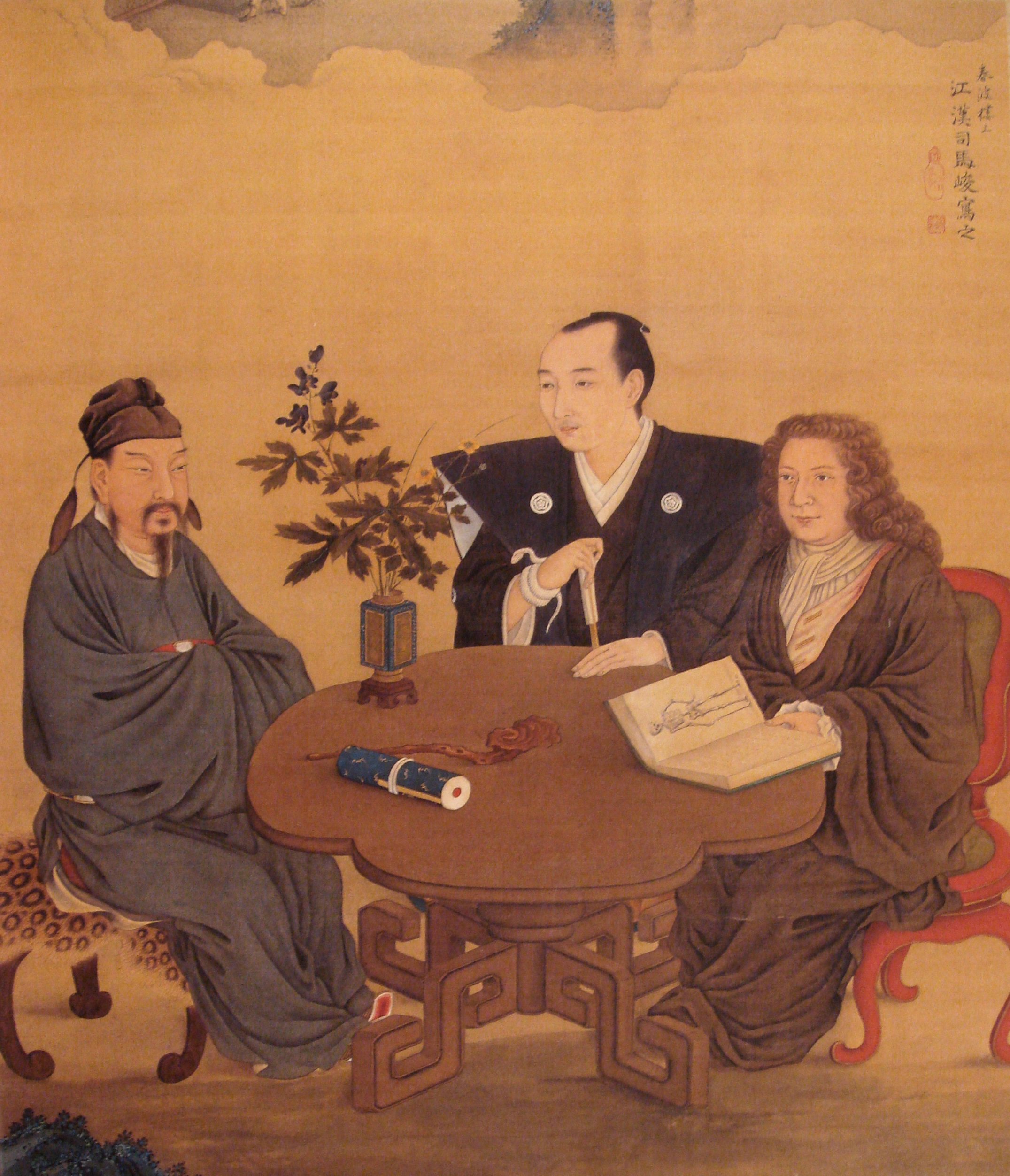
일본, 중국, 서양의 만남 (18 세기 후반 시바 코칸)

사회학에서 동서양의 이분법은 동서양의 차이를 지각하는 것이다. 동서양의 경계는 지리적으로 구분되기보다는 개인이 채택한 기준에 따라 다르다.
역사적으로 아시아 (시베리아 제외)는 동양으로 간주되어 왔으며 유럽은 서양으로 간주되어 왔다. 오늘날 "서쪽"은 일반적으로  세 가지 범주 : 핵심 영역, 주변 영역 및 서구 영향 영역으로 나뉜다. 핵심 영역은 오스트랄라시아 (오스트레일리아와 뉴질랜드), 북아메리카 (캐나다와 미국), 서유럽 (주로 영국과 유럽 연합 회원국, 유럽 자유 무역 연합)으로 구성되어 있다. 주변 지역은 라틴 아메리카와 카리브해, 구소련 이후 국가, 나머지 유럽 (주로 동유럽 국가), 남아프리카 공화국으로 구성되어 있다.. 서구 영향 영역은 서양 문화, 언어, 정치 체제, 종교, 생활 방식 또는 문자 체계를 채택하거나 영향을 받은 국가로 구성된다. 주목할만한 예로는 홍콩, 인도, 이스라엘, 일본, 마카오, 말레이 제도, 몽골, 태평양 제도, 싱가포르, 대부분의 사하라 이남 아프리카 국가 및 베트남이 있다. 때때로 대한민국, 타이완, 대부분의 MENA(중동 및 북아프리카) 국가와 같은 국가들도 서구의 영향을 받는 지역에 포함되기도 한다.
경영학, 경제학, 국제 관계학, 언어학과 같은 연구를 토론할 때 사용되는 이 개념은 지역적 혼종성을 간과한다는 비판을 받는다.

## 구역
개념적으로, 경계선은 지리적이라기 보다는 문화적인 것이다. 그 결과 오스트레일리아는 지리적으로 동쪽에 있지만, 반면에 이슬람 국가들은, 위치에 상관없이, 동쪽에 그룹화되어 있다. .그러나 유럽에는 이러한 이분법에 맞지 않는 무슬림 다수 지역이 있다. 문화 라인은 특히 보스니아 헤르체고비나 같은 문화적 다양성이 있는 지역에 배치하기가 어려울 수 있다. 보스니아 헤르체고비나 시민들은 민족적 또는 종교적 배경에 따라 동구 또는 서구적임을 인식할 수 있다. 게다가, 세계의 다른 지역의 거주자들은 경계를 다르게 인식한다; 예를 들어, 몇몇 유럽 학자들은 러시아를 동부로 정의하지만, 대부분의 사람들은 러시아가 서구의 두 번째 보완적인 부분이라는 것에 동의하며, 이슬람 국가들은 러시아와 다른 주로 기독교 국가들을 서양으로 간주한다. 또 하나의 해결되지 않은 문제는 시베리아가 "동쪽"인지 "서쪽"인지 여부이다.

## 동양과 서양의 역사적 대조
중세 시대에 동양과 서양에 존재하는 많은 문명은 어떤 면에서는 비슷했고 다른 문명에서는 화해 할 수 없을 정도로 달랐다. 사회 계급 체계의 차이는 두 사회가 상호 작용할 때 삶의 많은 영역에 영향을 미치는 주요 문제 중 하나였다. 봉건제와 동방 사회 체제의 격차 , 무역과 농업의 경쟁 방식, 정부의 다양한 안정은 두 삶의 방식 사이의 격차를 점점 더 넓혀 가고 있다. 서양과 동양의 문명은 그들이 어디에 있는지 뿐만 아니라 사회 계급 체계, 돈 버는 방법 및 리더십 스타일 때문에 다르다.
서방 문명과 동양 문명의 평범한 사람들의 일상은 사회가 어떻게 운영되고 무엇에 초점이 맞춰져 있는지에 따라서 크게 달랐다. 서양과 동양의 주요 차이점 중 두 가지는 봉건주의와 장원주의였다. 그들은 둘 다 동양의 일반적인 사회 계층과 전반적인 삶을 형성했다. 장원주의는 다량의 땅을 소유한 영주를 모시고 세워졌다. 그는 자신이 고용한 농노와 농민 이 있었고, 일한 대가로 얻은 땅을 대가로 농민들은 농작물 임대료를 영주에게 지불했다. 이 봉건 사회는 모든 사람 영주를 위한 사람이었고 이는 문명의 확장에 도움이 되지 않았다.
서양과 동양의 사회 시스템은 달랐다. 몽골 제국은 칭기즈 칸에 의해 연합된 유목민 부족에서 일어났다. 그는 주변 땅의 대부분을 정복하고 큰 제국을 만들었다. 몽골은 방어자들에게 그들과 합류하거나 죽을 수 있는 선택권을 주었다. 이 잔인한 사고 방식은 그들이 아시아의 대부분과 일부 유럽과 중동을 정복했을 때 보여졌다. 중국 당나라를 차별화한 한 가지는 사회적 이동성이 증가했다는 것이다. 그들은 더 나은 사회적 지위를 얻을 수 있는 일련의 테스트를 받았다. 고위직이 귀족만을 위한 것이 아니라 가난한 사람들이 접근하기가 더 쉬웠다. 서양에서는 사회 계급에서 위아래로 움직이는 것이 더 어려웠지만 동양 문명에서는 이동이 가능했다. 중국에서는 시험을 통해 사회적 지위를 올릴 수 있었고, 몽골에서는 군사력에 기반한 사회이기 때문에 군사적 기술을 통해 군대에서 지위를 올릴 수 있었다.
서양과 동양의 문명은 정치적으로 달랐다. 동양의 서민들이 항상 지도력에 만족하지 않았기 때문이다. 서구에는 단기간에 많은 통치자가 있었지만 국민들 에게는 불안이 없었다. 동부 문명은 반란을 일으키고 통치자들 사이에 긴 간격을두고 불안을 일으켰다. 잉글랜드에서는 거의 한 세기 동안 계속된 왕좌를 위한 대규모 전쟁이 있었다. 14 세기와 15 세기의 주요 전쟁 동안 영국은 왕좌를 위해 많은 투쟁을 벌였고 그로 인해 많은 유혈 사태가 발생했다. 프랑스도 정부에 문제가 있었다. 이 모든 과정에서 잉글랜드는 여전히 프랑스와 싸울 수 있었고 백년전쟁에서 거의 이길 수 있었다. 동양 문명에서 정부는 항상 안정된 것은 아니었다. 중국에서는 인류 역사상 가장 치명적인 사건 중 하나가 당나라 때 일어났다. 안사의 난은 매우 큰 유혈 사태였고 이는 중국 정부의 불안정성을 보여준다.
경제적으로 서구 문명과 동양 문명은 돈을 얻는 방법이 크게 달랐다. 중국의 주요 경제 요인 중 하나는 무역이었다. 그들은 실크로드로 유럽과 연결되어 있으며 , 이것은 동아시아에서 유럽으로의 일련의 무역로였다. 실크로드는 상품을 거래하는 데 사용되었을뿐만 아니라, 사상이나 종교를 거래하는 장소이기도했다. 영국인은 사생아 봉건제도라고 불리는 특별한 봉건제도를 사용했다. 장미 전쟁에서 두드러진 이러한 유형의 봉건주의는 사회 계층에 돈을 도입한다는 점에서 일반 봉건주의와 달랐다. 귀족들은 이제 기사들에게 땅을 주는 대신 그들의 봉사에 대한 대가를 지불 할 수 있었다. 이것은 약한 통치자가 있으면 새로운 귀족의 강력한 정부가 국민을 지원할 것이기 때문에 봉건 체제를 강화했다. 영국 귀족들은 또한 왕의 힘을 줄이기 위해 마그나 카르타를 만들었다. 이 계급 제도의 수익화는 영국이 통치 하는 방식을 바꾸었고 동양 문명과는 매우 달랐다.
과학면에서는 서구 문명이 동양 문명보다 항상 앞서 있었다. 그 이유는 서양인들은 기하학적인 상상력을 많이 발휘할 수 있지만 동양인은 기하학적인 상상력에서 결핍되어있기때문인데, 그것을 깬 동양인은 일본인이었다. 4명이서 서양(네덜란드)의 해부학서를 번역하는 것을 시작으로 1900년대에 세계적인 과학 수준에 도달하였다. 중국은 전 세계를 탐험해 본 반면 천문학에만 관심을 가지는 좁은 세계관과 중화 사상 때문에 번역한 것이 없었다. 가장 멍청하게 행동한 것은 한국인이었는데 세상을 탐험하는 시도도 하지 않은 주제에 1857년에 '지구전요'라는 책을 제외하고는 어떠한 서양과의 교류를 하지도 않았다고 했다. 박성래 교수는 중국과 일본에 서양 사람들이 많이 찾아와 교류를 시도했고, 그중 일본이 네덜란드의 책을 많이 배워가며 번역을 하였지만 한국인들은 선교사들조차 탄압하였다는 것이다. 또한 이광수의 저서인 매일신보의 무정의 마지막 대목을 언급하면서 "세상이 참 불쌍하다. 저런 사람을 믿는 나도 불쌍하고, 이 세상도, 조선도 불쌍하다."라고 하며 과학의 수용에 있어서는 0점이기에 불쌍하다고 한 것이라고 분석하며, 세뇌된 한국인들에게 "여러분 선조들의 현실입니다" 라는 말로 일깨워주었다.

## 역사적 개념

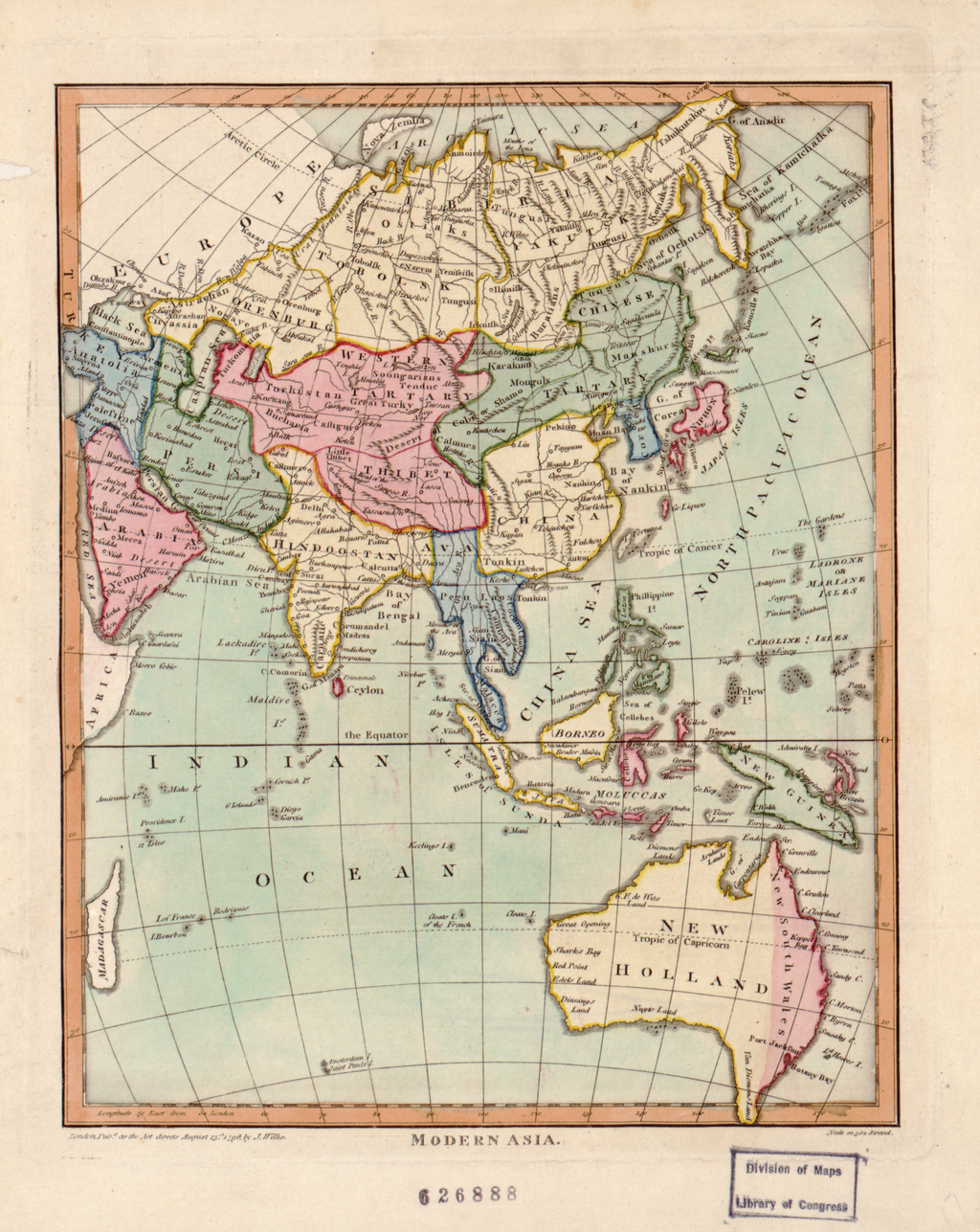
1700년대에 동양 세계는 아시아와 오스트레일리아 (뉴 홀랜드) 대륙을 구성했다.

이 개념은 "동부"와 "서부" 국가 모두에서 사용되었다. 1920년대에 일본의 중국학자 다치바나 시라키는 중앙아시아와 중동을 제외하고 아시아, 남아시아, 동남아시아를 통합하고 서구와의 균형을 이루는데 있어 문화적으로 결합할 수 있는 "신동"을 형성할 필요가 있다고 썼다. 일본은 2 차 세계 대전 내내 범아시아주의라는 개념을 선전에서 계속해서 많이 만들었다. 중국은 냉전 시절 1957년 마오쩌둥이 "이는 두 세계 간의 전쟁이다 서풍은 동풍을 이길 수 없다. 동풍이 서풍보다 우세할 것이다."라는 구호를 내건 연설로 요약했다.

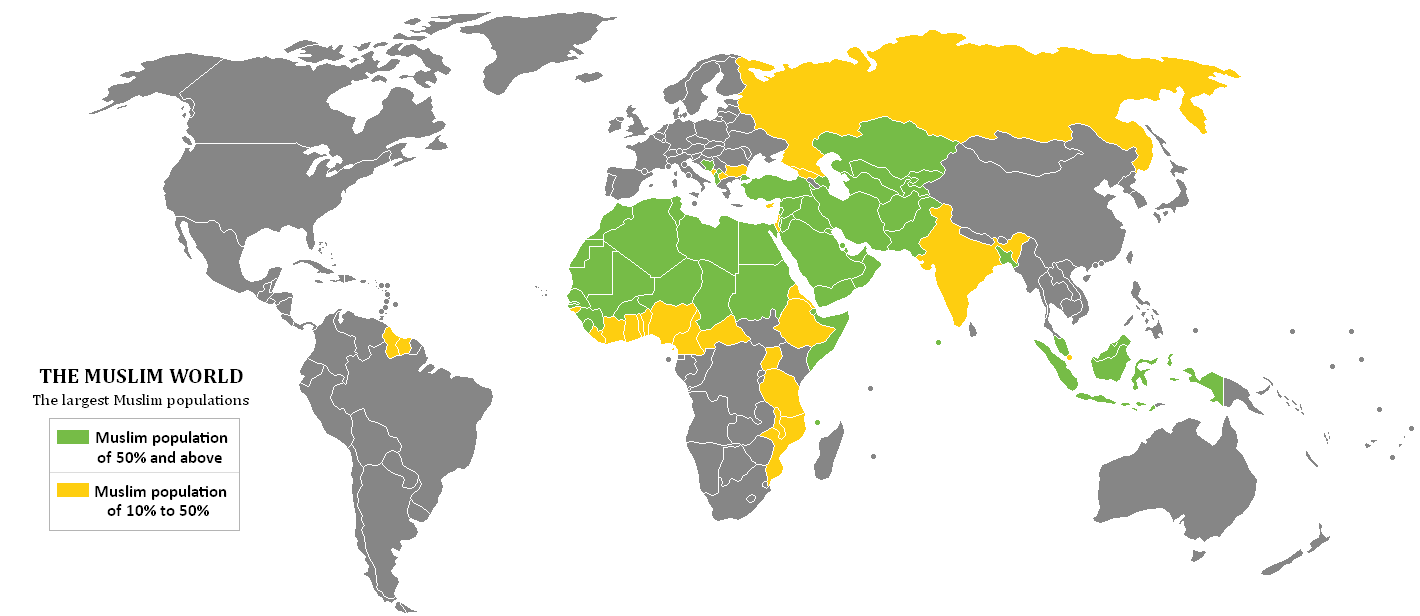
무슬림 비율 : 녹색 50 % 이상, 노란색 10 ~ 49 %

1940년대에 서양 작가들에게 그것은 "본질적으로 반서방적이거나 비서방적인" 공격적이고 좌절된 민족주의의 개념과 결부되었다; 사회학자 프랭크 푸레디(Frank Furedi)는 다음과 같이 썼다; "성숙한 세쌍의 유럽 민족주의의 성장에 이미 존재하는 지적 평가는 제3세계의 다양성의 성장에 적응했다. 서구 민족주의 대 미숙한 동양 민족주의....이 동서 이분법은 서구 정치 이론의 일부가 되었다. "
에드워드 사이드 (Edward Said)의 1978년 책 오리엔탈리즘 (Orientalism )은 서양 세계에서 동서 이분법의 개념을 더욱 확립하는 데 큰 영향을 미쳤으며, 대학 강의에서 "종교적 감수성, 가족적 사회 질서 및 영원한 전통이 특징 인 동양 개념"을 도입했다. "서양의"합리성, 물질적, 기술적 역 동성, 개인주의 "와는 대조적으로.
최근에는 이 분열이 이슬람의 "동부"와 미국과 유럽의 "서부"로 분류되었다. 비판자들은 이슬람 근본주의의 세계적인 보급과 이슬람 국가 내의 문화적 다양성으로 인해 이슬람 / 비 이슬람 동서 이분법이 복잡 해져서 "동서 이분법을 넘어서 3 자적 상황으로"논의가 진행되고 있다고 지적했다.

## 응용
동서 이분법은 경영, 경제 및 언어학을 포함한 다양한 주제를 연구하는 데 사용되었다..지식 창조 및 관리(2007)에서는 이를 서양 문화와 동양 간의 조직적 학습의 차이점으로 검토한다. 그것은 제 2 차 세계 대전 이후 동아시아의 일부, 특히 아시안 타이거스에서 "동아시아 기적"이라고 불리는 급속한 경제 성장의 시기를 탐구하는 데 널리 사용되었다. 일부 사회학자들은 아놀드 J.가 근대성의 본보기로서 서양과 일치한다. 토인비(Toynbee)는 경제적 팽창을 이 지역의 서구화(Westernization)의 신호로 인식해 왔지만, 다른 사람들은 "신(新)오리엔탈리즘"이라는 현상 속에서 고정된 동양의 문화적 정체성의 개념을 수용하며 동양의 문화적/인종적 특성에 대한 설명을 찾고 있다 동서 이분법에 대한 두 가지 접근 방식은 지역의 역사적 혼성성 을 고려하지 않은 것으로 비판을 받아 왔다.
이 개념은 또한 문화 간 의사 소통의 시험에도 적용되었다. 아시아 인들은 일차적 요점에 간접적으로 접근하는 "귀납적 발화 패턴"을 수용하는 것으로 널리 알려져 있지만, 서구 사회에서는 화자가 즉시 자신의 요지를 정하는 "연역적 발언"을 사용한다고 한다. .화목한 상호관계에서 아시아인의 우선순위가 높기 때문이지만 서양인은 직접적인 의사소통을 우선시한다고 한다.2001년 문화간 커뮤니케이션: 담화 접근법은 동서의 이분법을 언어학적으로 "허위 이분법"이라고 묘사하면서, 아시아와 서양의 화자 모두 두 가지 형태의 의사소통을 사용한다는 점에 주목했다.

## 비판
지역을 정의하고 혼성을 간과하는 어려움 외에도, 동서 이분법은 다수의 의견을 대변할 수 있는 권한을 주장할 수 있는 인위적인 지역 통일 구조를 만들어냈다는 비판을 받아왔다. "동방의 승리?" , Mark T. Berger는 "동아시아 기적"의 조사와 관련하여 이 문제에 대해 이야기한다.
동서 이분법의 역사적 힘, 그리고 그것이 연결된 문화/인종에 대한 고정된 개념들은 이 지역의 국가 엘리트들이 그들의 국가뿐만 아니라 아시아와 아시아 사람들을 대변할 수 있도록 점점 더 허용해 왔다....북미 및 서구의 패권에 물질적 및 비논리적 용어로 도전하려는 서양 학자들의 수많은 사례가 있으며, 결국 특정 비서방 국가 또는 사회 형성의 진정한 대표자로서 아시아 권력자들의 엘리트 이야기에 대한 아무런 특권도 주어지지 않고 있다.

## 같이 보기
- 남북 격차
- 중양